# 中国科学院电工研究所
中国科学院电工研究所是中华人民共和国电气科学研究机构，是中国科学院的直属研究单位。

## 历史
1958年，电工所开始筹备。1963年正式成立。
1977年恢复研究生招生制度开始招生。
1982年主办了学术期刊《电工电能新技术》。

## 著名人物
- 严陆光院士
- 顾国彪院士
- 王秋良院士[3]
- 肖立业杰青
- 马衍伟杰青